# نوریس ۱۳۴۰۴
سیارک ۱۳۴۰۴ (به انگلیسی: 13404 Norris، نامگذاری:1999RT177) سیزده هزار و چهارصد و چهارمین سیارک کشف شده‌است که در ۹ سپتامبر ۱۹۹۹ کشف شد.
قدر مطلق سیارک برابر ۱۴.۸ است.